# عمرآباد (انزل)
عمرآباد یا تندرک روستایی در دهستان انزل جنوبی بخش انزل شهرستان ارومیه استان آذربایجان غربی ایران است.

## جمعیت
بر پایه سرشماری عمومی نفوس و مسکن در سال ۱۳۹۵ جمعیت این روستا ۷۲ نفر (۲۰خانوار) بوده‌است.